# Multipartitismo
Il multipartitismo è la caratteristica di un sistema politico di fondarsi sulla pluralità di partiti e, per estensione, sulla libertà per i cittadini di esprimere liberamente le proprie idee e i propri convincimenti e di organizzarsi ed associarsi liberamente in gruppi o forze politiche, attraverso i quali concorrere alla scelta degli indirizzi politici generali del Paese.
Secondo la classificazione elaborata da Giovanni Sartori, i sistemi politici multipartitici possono distinguersi in quattro classi distinte: bipartitismo, multipartitismo moderato, multipartitismo estremo, sistemi atomizzati.
La democrazia esige il pluralismo dei partiti, proprio perché è il regime che permette queste libertà ed in particolare la libertà del dissenso, e cioè di opporsi, con metodo e forme democratiche, alla maggioranza e garantire la rotazione del potere. La dittatura, l'autoritarismo o il totalitarismo (fascismo, stalinismo, nazismo) negano invece la pluralità dei partiti e la possibilità della rotazione del potere e si basano sul concetto dell'egemononia del partito unico.
L'Italia è un Paese democratico che si fonda sulla pluralità dei partiti. A questo proposito dice l'art. 49 della Costituzione italiana: tutti i cittadini hanno diritto di associarsi liberamente in partiti per concorrere con metodo democratico a determinare la politica nazionale.